# Yoshikazu Chō
Yoshikazu Chō (japanisch 長 義和 Chō Yoshikazu; * 3. Oktober 1953 in Osaka) ist ein ehemaliger japanischer Radrennfahrer und nationaler Meister im Radsport.

## Sportliche Laufbahn
Chō war Teilnehmer der Olympischen Sommerspiele 1972 in München. Im Sprint schied er in der Vorrunde aus. Mit Yaichi Numata als Partner trat er auch im Tandemrennen an, sie schieden in den Vorläufen aus.
1976 startete er erneut bei den Wettbewerben im Bahnradsport bei den Olympischen Sommerspielen 1976 in Montreal. Beim Sieg von Anton Tkáč im Sprint wurde er auf dem 6. Rang klassiert, im 1000-Meter-Zeitfahren belegte er beim Sieg von Klaus-Jürgen Grünke den 17. Rang.
Bei den Asienspielen 1978 gewann er die Goldmedaille im Sprint. 1970 gewann er die nationale Meisterschaft im Sprint, 1976 und 1977 wurde er erneut Titelträger. Mehrfach startete er auf der Radrennbahn der Werner-Seelenbinder-Halle in Berlin in der Internationalen Sprintermeisterschaft von Berlin.